# Коронавірусна хвороба 2019 у вагітних
Вплив коронавірусної хвороби на вагітність до кінця не вивчений у зв'язку з невеликою кількістю надійних даних. Якщо й існує підвищений ризик COVID-19 для вагітних жінок і плоду, то натепер це ще не доведено.
Прогнози, засновані на вивченні схожих інфекцій, таких як SARS і MERS, свідчили про те, що вагітні жінки мають підвищений ризик важкого перебігу хвороби, але результати останніх проведених досліджень показують, що клінічні характеристики пневмонії при COVID-19 у вагітних були подібними до тих, які спостерігалися в невагітних дорослих жінок. Немає даних про підвищений ризик викидня або втрати вагітності внаслідок COVID-19, а дослідження при SARS і MERS не демонструють зв'язку між хворобою та викиднем або втратою вагітності у другому триместрі.
Немає точних даних про те, чи можуть захворювання, що виникають під час вагітності, включно діабет, серцева недостатність, порушення згортання крові або артеріальна гіпертензія, становити додаткові фактори ризику для вагітних жінок з COVID-19, як і для невагітних жінок. З огляду на обмежені доступні дані, вертикальна передача інфекції протягом третього триместру, ймовірно, не відбувається або відбувається дуже рідко. Даних про можливість вертикальної передачі на ранніх термінах вагітності поки немає.

## Дослідження COVID-19 під час вагітності
Зібрано незначну кількість даних, які б дозволили зробити будь-які переконливі висновки про перебіг коронавірусної хвороби під час вагітності.

### Вплив на вагітних
У травні 2020 року Королівський коледж акушерів і гінекологів і Королівський коледж акушерок повідомили про результати дослідження Системи акушерського спостереження Великої Британії за участю 427 вагітних жінок та їх дітей. Це дослідження показало, що 4,9 вагітних жінок на 1000 були госпіталізовані з COVID-19, і з них 1 з 10 потребувала інтенсивної терапії. Результати цього дослідження підтверджують попередні припущення про те, що вагітні жінки не мають більшого ризику важких захворювань, ніж невагітні жінки. Досліджувалися також інші подібні фактори ризику: жінки, які брали участь у дослідженні, частіше потрапляли до лікарні, якщо вони були старшого віку, мали надмірну вагу або ожиріння, або вже мали такі хвороби, як цукровий діабет або артеріальна гіпертензія. П'ять жінок. які брали участь у дослідженні, померли, проте не встановлено, чи причиною їх смерті була коронавірусна хвороба. Оскільки більшість жінок, які серйозно захворіли, були на третьому триместрі вагітності, Королівський коледж акушерів і гінекологів і Королівський коледж акушерок підкреслили важливість соціального дистанціювання для цієї групи жінок. Дослідження також показало, що 55 % вагітних жінок, які потрапили до лікарні з COVID-19, належать до темношкірих або інших етнічних меншин, що набагато вище, ніж відсоток жінок етнічних меншин серед населення Великобританії. Виступаючи від імені Королівського коледжу акушерів і гінекологів, доктор Крістін Екечі заявила, що викликає «велике занепокоєння» те, що більше половини тих, хто потрапив до лікарні, належать до етнічних меншин, що для цієї групи вже існують «постійні вразливості», і що коледж оновлює рекомендації щодо перебігу коронавірусної хвороби у вагітних У якому буде знижено поріг для перегляду, прийняття та розгляду посиленого нагляду за вагітними жінками етнічних меншин. Аудиторська та дослідницька група з акушерства та гінекології Великобританії провела загальнобританську оцінку служб охорони здоров'я жінок по роботі з боротьби з поширенням коронавірусної хвороби в період гострої фази пандемії, виявивши, що в довгостроковій перспективі потрібно більше спрямувати увагу для надання онкологічних послуг як в акушерстві, так і в гінекології.
Дослідження випадків із 43 жінок із Нью-Йорка, у яких був позитивний результат тесту на COVID-19, показала подібні закономірності, як і у невагітних дорослих: у 86 % хвороба була легкою, у 9,3 % — у важкій формі, а у 4,7 % — у критичній формі. Інше дослідження показало, що випадки пневмонії COVID-19 під час вагітності були легшими та з швидким одужанням.
Дослідження за участю 9 інфікованих жінок на третьому триместрі вагітності в китайському місті Ухань показало, що у цих хворих спостерігалася гарячка (у 6 з 9 хворих), біль у м'язах (у 3), біль у горлі (у 2) і нездужання (у 2). Повідомлялося про дистрес плода у 2 з хворих. У жодної з жінок не було важкої пневмонії, і жодна з них не померла. У всіх були живородні вагітності, важкої неонатальної асфіксії в них не спостерігалося. Зразки грудного молока, амніотичної рідини, пуповинної крові, та мазок із горла новонароджених досліджувались на SARS-CoV-2, і всі результати були негативними.
В іншому дослідженні за участю 15 вагітних жінок у більшості хворих спостерігалися гарячка та кашель, за даними лабораторних досліджень у 12 хворих виявлено лімфоцитопенію. Результати комп'ютерної томографії легень у цих хворих узгоджувалися з попередніми даними в невагітних хворих, головним проявом хвороби на ранній стадії був симптом «матового скла». Контрольні знімки після пологів показали відсутність прогресування пневмонії.
Засоби масової інформації повідомляли, що в перші місяці пандемії могли народити понад 100 жінок з COVID-19, а в березні 2020 року материнських смертей, пов'язаних з COVID-19, не зареєстровано. У квітні 2020 року в Ірані померла 27-річна вагітна жінка на 30 тижні вагітності, її смерть могла бути спричинена COVID-19.
На початку квітня 2020 року Королівський коледж акушерства і гінекології повідомив, що оскільки при вагітності спостерігається гіперкоагуляція, а у хворих, які госпіталізовані з COVID-19, також спостерігається гіперкоагуляція, інфікування COVID-19 може підвищити ризик венозної тромбоемболії, та цей ризик може посилюватися обмеженням рухливості у зв'язку з самоізоляцією. У зв'язку з цим рекомендації їх фахівців рекомендують будь-якій вагітній жінці, яка потрапила до лікарні з COVID-19, отримувати принаймні 10 днів профілактично ін'єкції низькомолекулярного гепарину, поки її не випишуть з лікарні.

### Клінічні дослідження коронавірусної хвороби у вагітних
Невдовзі після початку пандемії був запущений Міжнародний реєстр випадків зараження коронавірусом під час вагітності (IRCEP) у рамках співпраці між «Pregistry» та Гарвардською школою гігієни імені Т. Х. Чана.
Pregistry також проводила 3 інших дослідження;
- Міжнародний реєстр введення вагітним вакцинам проти COVID-19 ([20][21], EUPAS39096). Метою цього дослідження є оцінка впливу вакцинації проти COVID-19 під час вагітності на акушерські, перинатальні та постнатальні результати.
- Міжнародний реєстр застосування ліків проти COVID-19 у вагітних (COVID-PR). ([22], EUPAS42517) Метою цього дослідження є оцінка впливу конкретних нещодавно розроблених ліків від COVID-19 під час вагітності на акушерські, перинатальні та постнатальні результати.[23]
- Реєстр «Pregistry International Pregnancy Exposures Registry» (PIPER) ([24], EUPAS46841) для надання раннього повідомлення про ризик після пренатального контакту з ліками та вакцинами та для визначення межі безпеки.

### Вплив на пологи
Зібрано незначну кількість даних щодо впливу інфікування COVID-19 на пологи. Низка дослідників, зокрема Аль-Кураїші та інші, повідомили, що COVID-19 під час вагітності може збільшити ризик передчасних пологів. Передчасні пологи вважаються найчастішим наслідком пневмонії унаслідок COVID-19 під час вагітності. Дослідження UKOSS показало, що середній термін вагітності серед інфікованих COVID-19 при народженні дитини становив 38 тижнів, і що 27 % досліджуваних жінок мали передчасні пологи. З них 47 % були втручаннями у зв'язку з ризиком для здоров'я матері та 15 % у зв'язку з ризиком для плода.

### Вплив на плід
Натепер немає даних, які б свідчили про підвищений ризик викидня або ранньої втрати вагітності у зв'язку з COVID-19.

### Передача
Початкові дослідження вказують на відсутність доказів вертикальної передачі COVID-19 від матері до дитини на пізніх термінах вагітності, але останні дослідження показують, що в деяких випадках може відбуватися вертикальна передача COVID-19. Початкові дослідження виявили, що 2 новонароджених були інфіковані COVID-19, але висловлена думка, що передача, найімовірніше, відбулася в постнатальному періоді. Також слід зазначити, що плацента людини експресує фактори, важливі для патогенезу COVID-19.
Останні поодинокі випадки вказують на можливу вертикальну передачу. Одна дівчинка, народжена матір'ю з COVID-19, мала підвищений рівень IgM через 2 години після народження, що свідчить про те, що вона була інфікована внутрішньоутробно, і підтверджує можливість вертикальної передачі в деяких випадках. Невелике дослідження за участю 6 матерів із підтвердженим COVID-19 не показало жодних ознак SARS-CoV-2 у горлі чи сироватці їхніх новонароджених, але у зразках неонатальної сироватки крові виявлені антитіла, включаючи IgM у двох немовлят. Зазвичай це не ознакою передачі вірусу від матері до плоду, тому необхідні додаткові дослідження, щоб дізнатися, чи проник вірус через плаценту, та чи плацента в інфікованих жінок у дослідженні були пошкоджена чи з аномалією.
17 червня 2020 року в центральній лікарні Ігнасіо Моронес Прієто в Сан-Луїс-Потосі в Мексиці передчасно народилися трійня в жінки, яка перехворіла на COVID-19. Результати тестів обох батьків пізніше показали негативний результат, і стан дітей був стабільний.

## Прогнози
Оскільки COVID-19 схожий на SARS-CoV і MERS-CoV, цілком імовірно, що їхній вплив на вагітність подібний. Під час пандемії 2002—2003 років було досліджено 12 жінок, які були інфіковані SARS-CoV. 4 із 7 мали викидень у першому триместрі, 2 з 5 мали затримку розвитку плода в другому триместрі, а 4 з 5 мали передчасні пологи. 3 жінки померли під час вагітності. Жоден із новонароджених не був інфікований SARS-CoV. Звіт про 10 випадків інфікування MERS-CoV під час вагітності в Саудівській Аравії показав, що клінічні прояви варіювали від легкої до важкої інфекції. У більшості випадків результат був сприятливим, але рівень дитячої смертності становив 27 %.
Огляд випадків хвороби під час вагітності показав, що COVID-19 виявився менш смертельним для матерів і немовлят, ніж SARS і MERS, але може спостерігатися підвищений ризик передчасних пологів після 28 тижнів вагітності.
Згідно з прогнозами, 47 мільйонів жінок у 114 країнах із низьким і середнім рівнем доходу не зможуть користуватися сучасними засобами контрацепції, якщо карантин або обмеження, пов'язані з COVID-19, триватимуть протягом 6 місяців із серйозними перебоями в наданні послуг: кожні 3 місяці тривалості суворого карантину зі значними перебоями з постачанням призводить до збільшення щонайменше на 2 мільйони жінок, які не матимуть можливості використовувати сучасні засоби контрацепції. Якщо локдаун триватиме протягом 6 місяців, і внаслідок COVID-19 виникнуть серйозні збої в постачанні, то за прогнозами очікується ще 7 мільйонів незапланованих вагітностей. Кількість незапланованих вагітностей зростатиме, оскільки карантинні заходи будуть тривати ще довго, а потреба в контрацептивних засобах буде зростати.

## Рекомендації
Всесвітня організація охорони здоров'я та Центри з контролю та профілактики захворювань у США радять вагітним жінкам робити те ж саме, що й іншим людям, щоб уникнути зараження, зокрема прикривати рот при кашлі, уникати спілкування з хворими людьми, мити руки водою з милом або дезінфікуючим засобом.

### Вакцинація
Центри з контролю та профілактики захворювань у США рекомендують заохочує вагітних жінок робити щеплення проти COVID-19.

### Загальні рекомендації
Фонд народонаселення ООН рекомендує 7 загальних заходів для всіх епізодів контакту з породіллями, які перебувають під наглядом:
- Забезпечити персоналу та пацієнтам доступ до свіжих засобів для миття рук перед входом у заклад.
- Забезпечити наявність мила в кожній мийній станції медичного закладу разом із чистою тканиною або одноразовими рушниками для сушіння рук.
- Якщо акушерки проводять безпосередній догляд за пацієнтками, вони повинні часто мити руки з милом і водою щонайменше 20 секунд кожного разу. Це має відбуватися перед оглядом кожної нової жінки та ще раз перед медичним оглядом. Акушерки повинні знову помитися відразу після огляду і знову після того, як пацієнтка вийде. Миття також має відбуватися після очищення поверхонь і кашлю чи чхання. Також можна застосувати дезінфікуючий засіб для рук, особливо якщо немає чистої води.[35]
- Уникайте торкання рота, носа або очей.
- Персоналу та пацієнткам слід порадити кашляти в серветку або лікоть і мити руки після цього.
- Акушерки повинні дотримуватися соціальної дистанції принаймні на 2 витягнуті руки під час будь-якого відвідування відділення. Якщо миття рук виконується до та після медичного обстеження у жінок без підозри або підтвердженого COVID-19, фізичне обстеження та контакт з пацієнткою мають продовжуватися, як зазвичай, якщо миття рук проводиться згідно інструкції.[35]
- Обробіть поверхні, яких торкаються пацієнтки та персонал, дезінфікуючим розчином або іншим засобом. Обов'язково протріть поверхню паперовим рушником або чистою тканиною між пацієнтками та вимийте руки.[35]
- Пологи, допологовий і післяпологовий догляд, які здійснюють акушерки, є одними з найважливіших медичних послуг у секторі охорони здоров'я жінок, і безпосередньо пов'язані з рівнем смертності та захворюваності.[35]
- Важливо, щоб працівники акушерсько-гінекологічної служби, включно з акушерками, були включені до планів реагування на надзвичайні ситуації та розподілу необхідних засобів, щоб вони отримали достатню кількість захисних засобів та навчились, як ними правильно користуватися.[35]
- Оскільки акушерська допомога продовжує залишатися важливою послугою, до якої жінки повинні мати доступ, дуже важливо, щоб акушерки отримували підтримку, наставництво та орієнтацію, як реорганізувати послуги, щоб продовжувати надавати якісну допомогу (тобто дотримуючись принаймні рекомендацій санітарної служби щодо дистанції 2 метри між жінками, та якомога менше персоналу, який доглядає за однією жінкою (зменшення кількості персоналу в палаті), дотримуватися гігієни миття рук).[35]
- Акушерки повинні отримувати підтверджену інформацію про те, що вони можуть захистити себе від зараження COVID-19 під час догляду за жінкою з симптомами захворювання або жінкою, яка контактувала з особою з позитивним результатом тестування на COVID-19.[35]
- Акушерки відіграють важливу роль у зниженні стигматизації та боротьбі з поширеним переконанням, що слід уникати медичних закладів, щоб залишатися здоровими та не заразитися COVID-19.[35]
- Можна очікувати, що реорганізація або вилучення коштів із секторів, у яких працюють акушерки, буде безпосередньо пов'язано з тенденцією до зростання захворюваності та смертності матерів і новонароджених, що призведе до подальшого відставання у прогнозних показниках добробуту населення.[35]

### Допологовий догляд
Королівський коледж акушерів і гінекологів і Королівський коледж акушерок повідомили про результати дослідження UKOSS за участю 427 вагітних жінок та їх дітей. Це дослідження показало, що 4,9 вагітних жінок на 1000 були госпіталізовані з COVID-19, і 1 з 10 з них потребувала госпіталізації у відділення інтенсивної терапії.
У травні 2020 року речник Королівського коледжу акушерів і гінекологів запропонував попередити темношкірих жінок та жінок з інших етнічних меншин про те, що вони можуть мати більший ризик ускладнень від вірусу, і порадити їм якомога раніше звертатися за допомогою, якщо в них з'являться подібні симптоми. Крім того, медичні працівники повинні знати про підвищений ризик і мати нижчий поріг для пильності, госпіталізації та інтенсивності допомоги, що надається жінкам з етнічних меншин.
Для мінімізації ризику інфікування, коледжі акушер-гінекологів та акушерок радять проводити частину консультацій дистанційно за допомогою теле- або відеоконференцій. Жінки, які очікували першої дитини, мали більше отримати онлайн-консультації та настанови, ніж ті, хто народжував раніше.
Королівський коледж акушерів і гінекологів і Королівський коледж акушерок рекомендують відкласти огляд безпосередньо в кабінеті лікаря на 7 днів після появи симптомів COVID-19, або на 14 днів, якщо симптоми є в іншої особи в родині. Якщо потрібен прийом у кабінеті лікаря, вагітним із симптомами або підтвердженим COVID-19, яким потрібна акушерська допомога, рекомендується повідомити про це лікарню чи клініку до прибуття, щоб забезпечити безпеку для персоналу.
Універсальний скринінг у Нью-Йоркській пресвітеріанській лікарні Аллена та медичному центрі Ірвінга Колумбійського університету показав, що з 215 вагітних пацієнток четверо (1,9 %) мали симптоми та були позитивними на COVID-19, а 29 (13,7 %) не мали симптомів, але мали позитивний результат тестування на коронавірус. Згодом у 3 безсимптомних пацієнток з'явилась гарячка. В одної з пацієнток, у якої спочатку тест був негативний, у післяпологовому періоді виникла симптоматика коронавірусної хвороби, і через 3 дні після початкового негативного тесту підтверджено позитивний результат тестування на коронавірус. Лікарі, які проводили скринінг, рекомендували проводити загальний скринінг вагітних, щоб зменшити ймовірність інфікування персоналу, та користуватися захисними засобами, оскільки велика кількість хворих не мають симптомів.

### Під час пологів
У Великій Британії в офіційних рекомендаціях сказано, що жінкам слід дозволяти та заохочувати мати одного безсимптомного пологового партнера під час пологів.
Доказів щодо вагінального виділення вірусу немає, тому спосіб пологів (вагінальний або кесарів розтин) слід обговорити з породіллею та врахувати її побажання, якщо немає інших протипоказань. Якщо у пацієнтки запланований плановий кесарів розтин або планова індукція пологів, під час індивідуальної оцінки слід розглянути, чи безпечно відкласти процедуру, щоб мінімізувати ризик інфікування інших. Продукти зачаття, зокрема плацента, амніон та інші, не мають вродженого контакту з коронавірусом або інфекціями, і не є небезпечними щодо зараження коронавірусом.
Королівський коледж акушерів і гекологів та Королівський коледж акушерок рекомендують застосовувати епідуральну анестезію пацієнткам із підтвердженим чи підозрюваним COVID-19 під час пологів, щоб звести до мінімуму потребу в загальній анестезії, якщо буде потрібне термінове втручання під час пологів. Коледжі також пропонують, щоб у жінок з підозрою або підтвердженим COVID-19 проводився постійний електронний моніторинг плоду. Використання пологових басейнів для підозрюваних або підтверджених випадків COVID-19 не рекомендується через ризик зараження через фекалії.

### Післяпологовий догляд

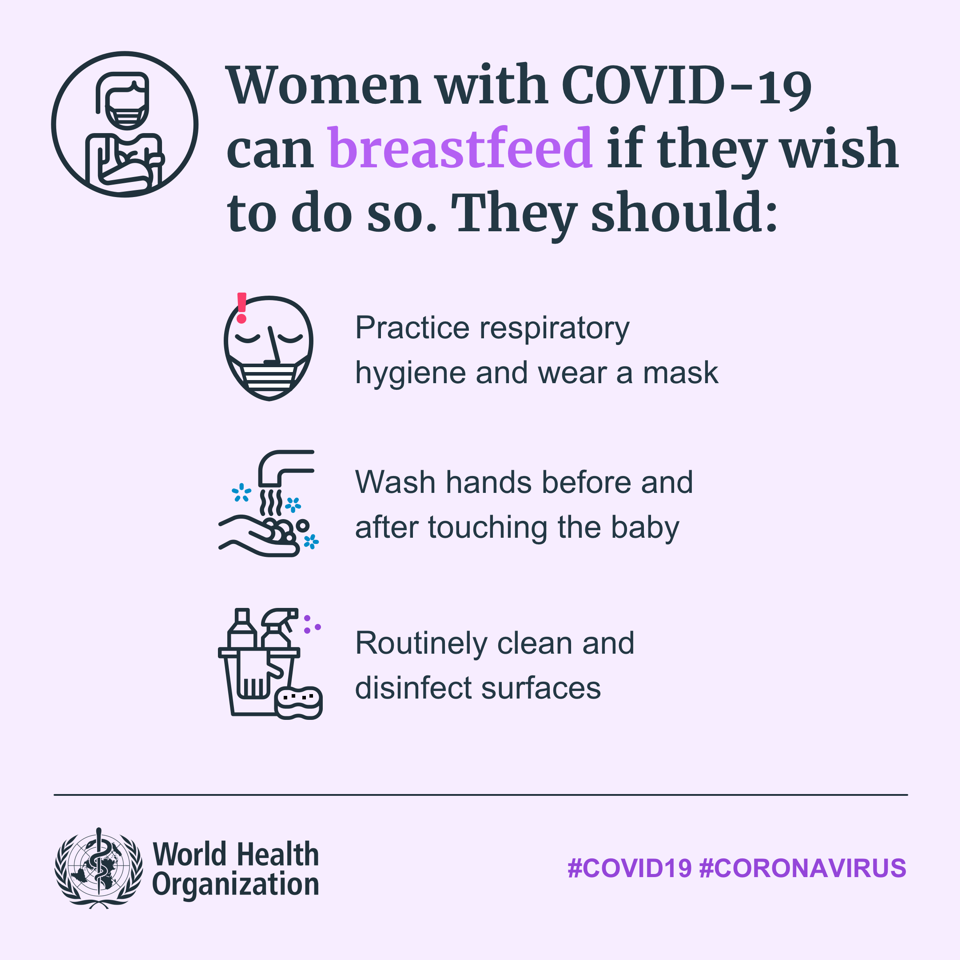
Інфографіка Всесвітньої організації охорони здоров'я про заходи профілактики COVID-19 під час годування груддю

У Великій Британії офіційні рекомендації стверджують, що запобіжне розділення матері та здорової дитини не повинно бути необґрунтованим, і що вони повинні бути разом у післяпологовому періоді, коли неонатальний догляд не потрібен. За даними Фонду народонаселення ООН, жінкам рекомендується, наскільки це можливо, годувати грудьми, як зазвичай, за погодженням з медичним працівником.
Література з Китаю рекомендувала розлучати інфікованих матерів з немовлятами протягом 14 днів. У США також є рекомендація, згідно з якою новонароджені та матері повинні бути тимчасово розділені, поки не закінчаться запобіжні заходи для уникнення передачі інфекції, і що, якщо це неможливо, новонародженого слід тримати на відстані 2 метрів від матері.
Крім того, деякі новіші вказівки передбачають, що матерів з COVID-19 слід заохочувати до годування грудьми, якщо вони можуть, але для цього вони повинні носити засоби індивідуального захисту. Це припущення було зроблено з огляду на те, що неонатальна інфекція, як правило, протікає легко і часто безсимптомно, а користь від грудного вигодовування може переважати потенційний ризик передачі інфекції.
Фонд народонаселення ООН рекомендує, щоб усі жінки мали доступ до безпечних пологів, безперервного допологового та післяпологового догляду, включаючи скринінгові тести відповідно до національних рекомендацій і стандартів, особливо в епіцентрах пандемії, де доступ до послуг для вагітних жінок, породіль, і годуючих жінок ускладнений, що негативно впливає на їх здоров'я.

## Вплив пандемії COVID-19 на вагітних жінок
За даними ООН, відволікання уваги та критичних ресурсів від репродуктивного здоров'я жінок може посилити материнську смертність і захворюваність, і збільшити рівень підліткової вагітності. Фонд народонаселення ООН повідомив, що доступ до безпечних пологів, допологового догляду, післяпологового догляду та скринінгових тестів є критично важливим, особливо в регіонах, де внаслідок пандемії лікарні переповнені, що негативно вплинуло на репродуктивне здоров'я жінок.